# Joel Griffiths
Joel Griffiths (Sydney, Austràlia, 21 d'agost de 1979) és un exfutbolista australià que jugava com a davanter. Disputà tres partits amb la selecció d'Austràlia.